# Lasiocercis medioflava
Lasiocercis medioflava là một loài bọ cánh cứng trong họ Cerambycidae.